# 히가시타니구치촌
히가시타니구치촌(東谷口村)은 이시카와현 에누마군에 존재했던 촌이다.

## 지리
- 현재의 가가시 동부. 에누마 평야에서 동교강 계곡으로 들어가는 곳에 위치.
- 당시 주요 산업은 농업(쌀, 보리 등 곡물), 목재, 석재, 기와 제조 등이었다.

## 역사
- 1889년 4월 1일 - 정촌제 시행에 의해 7개 촌의 구역을 가지고 성립하였다.
- 1955년 1월 20일 - 야마시로정, 조쿠시촌과 합병해 새로운 야마시로정이 성립하였다.
- 1958년 1월 1일 - 이부리하시정, 다이쇼지정. 하시타테정. 가타야마즈정. 야마시로정, 난고촌, 미타니촌, 시오야촌이 합병해 가가시가 성립하였다.